# Nyagitika
Nyagitika är ett vattendrag i Burundi.   Det ligger i provinsen Ruyigi, i den centrala delen av landet, 100 km öster om huvudstaden Bujumbura.
Omgivningarna runt Nyagitika är en mosaik av jordbruksmark och naturlig växtlighet. Runt Nyagitika är det ganska tätbefolkat, med 172 invånare per kvadratkilometer.